# Triplofusus princeps
Triplofusus princeps (nomeada, em inglês, Panamic horse conch, Panama horse conch, Galapagos horse conch ou prince horse conch; em castelhano, caracol tulipán ou chireta; durante o século XX cientificamente nomeada Pleuroploca princeps) é uma espécie de molusco gastrópode marinho predador pertencente à família Fasciolariidae; classificada por George Brettingham Sowerby I, com o nome Fasciolaria princeps, em 1825, no texto "A catalogue of the shells contained in the collection of the late Earl of Tankerville: arranged according to the Lamarckian conchological system: together with an appendix, containing descriptions of many new species", publicado em Londres. É nativa do oeste do México, no sul da Península da Baixa Califórnia e golfo da Califórnia, até o norte do Peru, no oceano Pacífico, incluindo as ilhas Galápagos, sendo uma das duas espécies do seu gênero juntamente com Triplofusus giganteus (Kiener, 1840), do oceano Atlântico, considerado um dos dois maiores gastrópodes do mundo e o maior caramujo americano.

## Descrição da concha e hábitos
Concha de coloração creme até alaranjada; alongada e de espiral bem aparente, com a superfície de suas voltas estriada; apresentando dimensões de até 50 centímetros de comprimento. O seu canal sifonal é destacado e mais curto que a espiral e seu lábio externo é fino. Columela e interior da abertura de coloração laranja-avermelhado ou salmão, similar ao restante da concha que, em vida, se cobre de um perióstraco marrom-avermelhado. Opérculo córneo, sulcado e castanho enegrecido, em forma de folha. A superfície de sua concha pode estar incrustada por epibiontes.
Esta espécie é encontrada desde a zona nerítica, da maré baixa, até a profundidade de 20 metros, em fundos de areia e lama de habitats rochosos, incluindo as regiões com manguezais. São moluscos predadores que se alimentam de outros moluscos e crustáceos.

## Uso humano
Esta é uma das seis espécies mais pescadas para alimentação no estado mexicano de Guerrero; sua concha também usada como instrumento de sopro, como um búzio, desde o tempo dos ameríndios.